# Roseodiscus
Roseodiscus is een geslacht van schimmels uit de orde Helotiales. De familie is nog niet met zekerheid bepaald (Incertae sedis). De typesoort is Roseodiscus rhodoleucus.

## Geslachten
Volgens Index Fungorum telt het geslacht vijf soorten (peildatum maart 2022):
| Soortnaam                                  | Auteur(s)                            | Publicatiejaar |
| ------------------------------------------ | ------------------------------------ | -------------- |
| Roseodiscus equisetinus                    | (Velen.) Baral                       | 2006           |
| Roseodiscus formosus (Roze grondschijfje)  | Wiesch., Helleman, Baral & T. Richt. | 2011           |
| Roseodiscus rhodoleucus (Roze vlieskelkje) | (Fr.) Baral                          | 2006           |
| Roseodiscus sinicus                        | H.D. Zheng & W.Y. Zhuang             | 2013           |
| Roseodiscus subcarneus                     | (Sacc.) Baral                        | 2006           |